# Teuschnitz
Teuschnitz är en stad i Landkreis Kronach i Regierungsbezirk Oberfranken i förbundslandet Bayern i Tyskland.
Staden ingår i kommunalförbundet Teuschnitz tillsammans med kommunerna Reichenbach och Tschirn.